# Ґопала

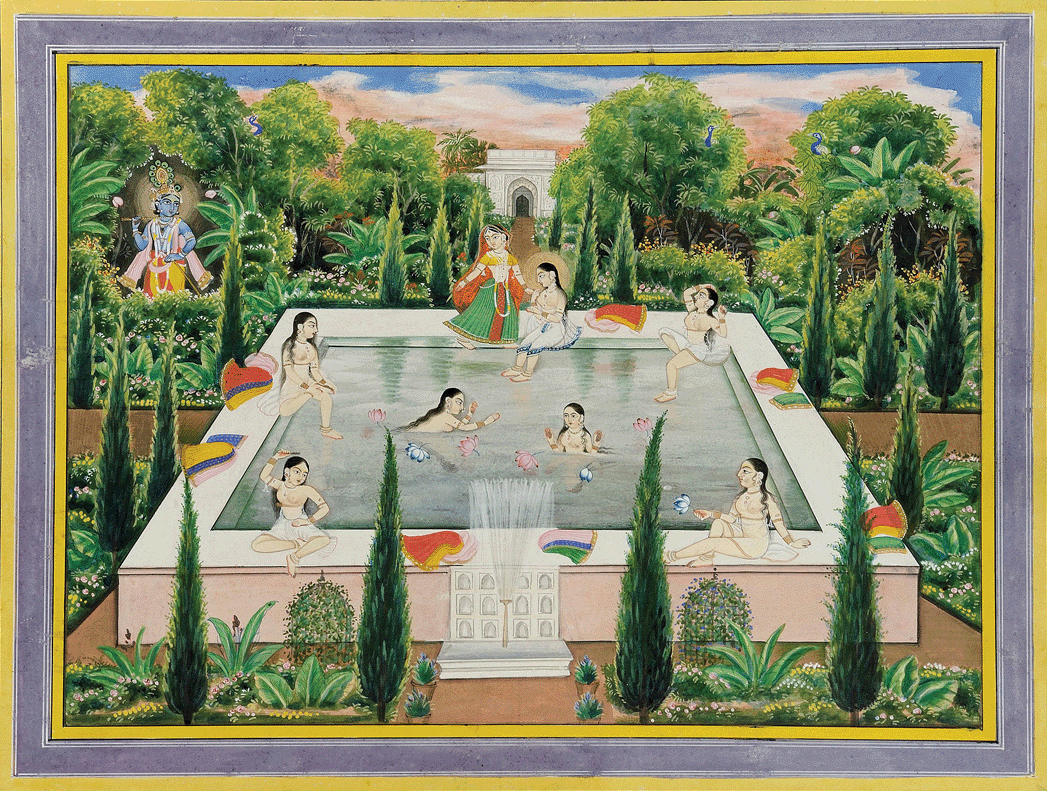
Крішна милується гопі

Ґопала (в буквальному перекладі з санскриту «пастух корів») — одна з форм Крішни в індуїзмі.
Крішна як дитина-пастушок, зачаровує дівчаток-пастушок ґопі і приваблює звуком своєї сопілки Бансурі самого Купідона. Культ Крішни-Ґопали історично був однією з найбільш ранніх форм поклоніння в крішнаїзмі й грав важливу роль у ранній історії поклоніння Крішні. Вчені вважають, що на пізнішому етапі розвитку цієї традиції, відбулося її злиття з іншими традиціями поклоніння Крішні, такими як бгаґаватизм і культ Балу-Крішни, які поряд з культом Васудеви були основою для сучасного монотеїстичного крішнаїзму. У слов'ян відомий під ім'ям Купала.